# Augusta Gillabert
Augusta Gillabert-Randin (* 22. November 1869 in Orbe; † 1. April 1940 in Lausanne) war eine Schweizer Frauenrechtlerin. Sie gründete 1919 die erste Bäuerinnenorganisation der Schweiz, die Association des paysannes de Moudon (ab 1930: Association agricole des femmes vaudoise).
Augusta Gillabert setzte sich für eine bessere Ausbildung und soziale Absicherung der Bäuerinnen ein. Daneben engagierte sie sich in der Abstinenzbewegung als Präsidentin der Westschweizer Sektion des Schweizerischen Bundes abstinenter Frauen und in der Stimmrechtsbewegung. Sie leitete 1921 den Auftritt der Landfrauen am 2. Schweizer Frauenkongress und 1928 an der SAFFA.
Sie schrieb zwischen 1918 und 1940 einige hundert Presseartikel. Eine Auswahl davon wurde im Herbst 2005 in der Reihe «Studien und Quellen zur Agrargeschichte» von Peter Moser und  Marthe Gosteli veröffentlicht; ergänzt durch eine Auswahl von Protokollen der ersten Bäuerinnenvereinigung in der Schweiz, der von Augusta Gillabert-Randin mitbegründeten Association des Productrices de Moudon (APM).